# Víctor S. Peña
Víctor Samuel Peña Mancillas (Saltillo, Coahuila), es un académico (miembro del Sistema Nacional de Investigadores de México, Nivel II) y editorialista mexicano experto en transparencia, combate a la corrupción e implementación de políticas públicas. 
Doctor en Política Pública por el ITESM; Maestro en Administración Pública y Política Pública por el ITESM; Licenciado en derecho por la Universidad Autónoma de Coahuila. 
Por acuerdo del Senado de la República en 2017, integrante fundador del Consejo Consultivo del Instituto Nacional de Transparencia, Acceso a la Información Pública y Protección de Datos Personales (INAI). Miembro fundador de la comunidad de investigadores del Programa Nacional de Investigación en Rendición de Cuentas y Combate a la Corrupción (Comunidad PIRC) en 2016. Experto invitado en las Mesas de Trabajo del Programa Estatal de Derechos Humanos de Coahuila de Zaragoza 2019-2023. Miembro fundador, y primer Director, del Comité Sonora de la Asociación Mexicana de Ciencias Políticas (2021). 
Autor de unos cincuenta  capítulos en libros y artículos en revistas especializadas, nacionales e internacionales así como autor de un libro y coordinador de cinco alrededor de las políticas públicas, el buen gobierno, la participación ciudadana y la transparencia. Con estos temas, ha realizado estancias de investigación en la Universidad San Martín de Porres (Perú), la Universidad de Santiago de Chile, el Consejo de Participación Ciudadana y Control Social (Ecuador) y el Instituto de Investigación Urbana y Territorial (España). Ha coordinado cinco libros, participado como autor de cuatro y coautor de uno, todo publicado en editoriales arbitradas. Adicionalmente, participó con algunas definiciones incluidas en el “Diccionario de Transparencia y Acceso a la Información Pública” publicado por el INAI en 2019 así como comentarios a diversos artículos dentro de la “Ley General de Transparencia y Acceso a la Información Pública, Comentada” publicada por la misma institución en 2016.
Ha participado como conferencista magistral invitado y ponente en eventos académicos nacionales e internacionales, incluyendo países del Caribe, Centro y Sur América, Europa y África.
Desde 2012 está adscrito a El Colegio de Sonora. 
Para la Universidad Autónoma de Coahuila diseñó la Especialidad en Gobierno Abierto y Rendición de Cuentas (2013) de la que fue su primer Coordinador. En El Colegio de Sonora fue diseñador (2018) y primer coordinador de la Maestría en Gobierno y Asuntos Públicos. En la Universidad de Sonora fue integrante de la Comisión de Evaluación del programa académico “Maestría en Políticas y Gestión del Desarrollo Social” (2016). 
Premio Estatal de Investigación sobre Transparencia (Estado de México, 2008); Premio Estatal de Ensayo sobre Transparencia (Quintana Roo, 2007); Premio Estatal de Investigación sobre Transparencia (Querétaro, 2006).Mención Especial en el Premio Nacional de la Juventud 2000, categoría Actividades Académicas. Ha sido editorialista en los diarios Palabra (Grupo Reforma) y Periódico Vanguardia de la ciudad de Saltillo.  
Entre los reconocimientos recibidos se destacan: Premio al mejor libro científico, otorgado por la Universidad de Pinar del Río (Cuba) por la obra “Políticas públicas de transparencia, acceso a la información y rendición de cuentas: acercamientos a las realidades de México y Cuba” siendo el primero de cuatro coordinadores (2020); Reconocimiento por destacada labor en el fomento de la cultura de la transparencia y rendición de cuentas, otorgado por el Pleno del Instituto de Transparencia Informativa del Estado de Sonora (2015); Seleccionado en proceso global como uno de los 20 jóvenes investigadores para asistir al seminario Global Social Governance: Developing international social science research and impacting the policy process (Londres, Inglaterra) en calidad de World Social Science Fellow, programa del International Social Science Council y auspiciado por Swedish International Development Agency (2014); Reconocimiento “Jurisprudencia Siglo XXI” otorgado por la Facultad de Jurisprudencia de Universidad Autónoma de Coahuila (2014); primer lugar de la categoría Investigación Aplicada en el “Premio a la Vinculación más exitosa de las Instituciones de Educación Superior y Centros de Investigación de la Red de Vinculación Regional Noroeste de ANUIES 2012—2013”. 
Responsable de la implantación de la normatividad estatal de transparencia en la Universidad Autónoma de Coahuila (2004). Posterior a un proceso de selección donde intervinieron el Instituto Electoral y de Participación Ciudadana y el Consejo de la Judicatura del Poder Judicial de Coahuila, designado por unanimidad por la LVI Legislatura del Estado como consejero suplente del Instituto Coahuilense de Acceso a la Información Pública, donde laboró de 2005 a 2007 como Director de la Unidad de Vinculación y Vigilancia. 
Entre sus trabajos recientes destacan una investigación sobre “Municipio Abierto” desarrollado con el apoyo de la Unión Iberoamericana de Municipalistas, el desarrollo como consultor del “Modelo de Gobierno Abierto” para el Instituto Nacional de Transparencia, Acceso a la Información y Protección de Datos Personales (INAI) y el diseño, en 2019, de una metodología para el análisis de riesgos de corrupción en los municipios de Sonora implementada por la Secretaría Ejecutiva del Sistema Estatal Anticorrupción 